# 1796

## Родени
- Димитър Зограф, български иконописец
- 24 април – Карл Имерман, немски писател († 1840 г.)
- 1 юни – Никола Леонар Сади Карно, френски физик
- 24 октомври – Аугуст фон Платен, немски поет († 1835 г.)
- 29 декември – Йохан Кристиан Погендорф, германски физик

## Починали
- 21 юли – Робърт Бърнс, шотландски поет
- 7 октомври – Томас Рийд, шотландски философ
- 17 ноември – Екатерина II, императрица на Русия
- 19 декември – Пьотър Румянцев, руски граф и генерал